# Pożar lasu w Raetihi
Pożar lasu w Raetihi – pożar, który wystąpił w rejonie nowozelandzkiego miasta Raetihi położonego w regionie administracyjnym Manawatu-Wanganui (Wyspa Północna) w dniach 19 – 20 marca 1918 roku. 
Pożar lasu w okolicach miasta Raetihi wybuch w dniu 19 marca 1918 roku. Według zapisów meteorologicznych lato charakteryzowało się małą sumą opadów. Pożar został wywołany przez pociąg przejeżdżający po linii kolejowej Main Trunk, łączącej Auckland ze stolicą kraju Wellington. Pożar w przeciągu dwóch dniu rozprzestrzenił się na powierzchni około 400 000 ha, obejmując swoim zasięgiem następujące miejscowości: Horopito, Kakatahi, Mangaeturoa, Ohakune, Pokak, Raetihi, Rangataua i Waipuna.
W wyniku pożaru spłonęła trzyosobowa rodzina w pobliżu miasta Raetihi. Ponadto pożar doprowadził do zniszczenia obiektów użyteczności publicznej, m.in.: linii kolejowej, słupów telegraficznych i mostów. Dodatkowo w wyniku pożaru zostało zniszczonych ponad 150 domostw i kilka tartaków. Dym z pożaru dotarł, aż nad stolicą kraju Wellington położonej około 300 km na południe od miejsca pożaru. W okolicach miasta Raetihi w wyniku pożaru spłonęło 14 200 ha lasów oraz 690 ha łąk. Ponadto zginęło około 30000 sztuk owiec o szacowanej wartości 50 000 ówczesnych  funtów szterlingowych. Pożar przyczynił się do strat w pasterstwie oraz przemyśle drzewnym. Pełna skala zniszczeń spowodowanych przez pożar nigdy nie została dokładnie oszacowana. Pomoc na dotkniętym terenie rozprowadzana była przez członków Armii Zbawienia i YMCA.
W setną rocznicę wybuchu pożaru została odsłonięta pamiątkowa tablica na cmentarzu Raetihi Lawn.